# Макино (остров)
Макино (англ. Mackinac Island) — остров в озере Гурон (США), вернее в проливе Макино, соединяющем озёра Гурон и Мичиган. Площадь — 9,78 км².
Благодаря наличию многих исторических достопримечательностей (форт начала XIX века, церкви, отели) весь остров имеет статус Национального исторического памятника (National Historic Landmark). Восемьдесят процентов территории острова занимает парк штата «Остров Макино» (был основан в 1875 году как национальный парк).
Ещё в 1898 году на острове был запрещён механический транспорт. Этот закон остаётся в силе до сих пор. Исключение сделано только для транспорта экстренных служб, служебного транспорта и снегоходов (зимой). Жители перемещаются по острову на велосипедах, конных повозках и пешком. С внешним миром остров связан скоростной паромной переправой (в том числе из Макино-Сити), чартерной авиалинией (на острове есть свой аэропорт). По периметру острова проходит дорога М-185.